# Aeroportul Roma
Aeroportul Roma (IATA: RMA, ICAO: YROM) este un aeroport din Queensland, Australia ce deservește zona Roma⁠(d). Aeroportul a fost tranzitat în 2022 de 47.916 pasageri.
Situat la o altitudine de 315 m, aeroportul dispune de o singură pistă. Este operat de Maranoa Region⁠(d).